# The Roundup: Punishment
The Roundup: Punishment (범죄도시 4?, Beomjoedosi 4LR; lett. "La città del crimine 4") è un film d'azione sudcoreano del 2024 diretto da Heo Myung-haeng, interpretato da Ma Dong-seok, Kim Mu-yeol, Park Ji-hwan e Lee Dong-hwi. Quarto capitolo della serie The Roundup iniziata con The Outlaws, è basato su un caso di omicidio a Pattaya del novembre 2015, in cui dei sudcoreani in Thailandia rapirono, imprigionarono e sfruttarono dei programmatori informatici per gestire un sito web di gioco d'azzardo illegale.

## Produzione
Nell'agosto 2022 è stato riferito che Kim Mu-yeol e Lee Dong-hwi si erano uniti al cast del film come cattivi. A settembre Lee Beom-soo e Kim Min-jae hanno confermato in interviste separate che sarebbero apparsi nella pellicola.
Il cast è stato confermato il 18 novembre 2022, lo stesso giorno in cui sono iniziate le riprese. Il 19 febbraio 2023 si è cominciato a girare nelle Filippine.
Lee Sang-yong avrebbe dovuto dirigere il terzo e il quarto film della serie The Roundup contemporaneamente, ma non è stato possibile a causa di vincoli di produzione. È stato sostituito al timone di The Roundup: Punishment da Heo Myung-haeng, il direttore delle sequenze d'azione dei tre film precedenti.

## Distribuzione
The Roundup: No Way Out è stato selezionato nella sezione "Berlinale Special Gala" al 74° Festival Internazionale del Cinema di Berlino, dov'è stato proiettato il 23 febbraio 2024. È stato distribuito nelle sale sudcoreane il 24 aprile 2024, nei formati IMAX e 4DX. Prevenduto in 164 paesi in tutto il mondo, è uscito a maggio 2024 in Australia, Nuova Zelanda, Taiwan, Mongolia, Hong Kong, Singapore, Malesia, Brunei, Nord America, Regno Unito, Cambogia e Thailandia. In lingua italiana è stato trasmesso in prima visione su Rai 4 il 19 maggio 2025.

## Accoglienza
Nel giorno del suo debutto nelle sale, il film si è classificato al primo posto al botteghino sudcoreano con 821.631 spettatori e un incasso lordo di 4,9 milioni di dollari, battendo il record di apertura per un film uscito nel 2024 in Corea del Sud, superando The Roundup (2022) e The Roundup: No Way Out (2023), e figurando tra le prime quattro migliori aperture per un film coreano di tutti i tempi. Ha poi mantenuto la posizione numero 1 al botteghino sudcoreano per quattro weekend consecutivi dal 28 aprile al 19 maggio 2024.
Ha superato i 2 milioni di spettatori in quattro giorni e i 4 milioni in cinque. Il 26 maggio, a 33 giorni dalla sua uscita, aveva registrato 11 milioni di spettatori. Nel corso del 2024 ha incassato 80,4 milioni di dollari da 11,5 milioni di spettatori, diventando il secondo film con il maggior incasso dell'anno in Corea del Sud.
Sul sito web aggregatore di recensioni Rotten Tomatoes, il film ha un indice di gradimento del 91% basato su 22 recensioni, con una valutazione media di 7/10.